# Бобища
 Тази статия е за селото в Гърция.  За селото в Сърбия вижте Бобище (Сърбия).  
Бо̀бища (рядко Бо̀бище, в местния говор Бо̀бишча, на гръцки: Βέργα, Верга, до 1926 година Μπόμπιστα, Бобиста, Μπόεμπιτσα, Боебиста) е село в Гърция, дем Костур, област Западна Македония.

## География
Селото е разположено в географската област Пополе в подножието на разклоненията на Вич (Вици) и Мурик (Мурики) – Которска планина, Голинска планина и Руката, в прохода между Костурско и Кайлярско, на около 20 km източно от демовия център Костур (Кастория) и на 10 km от село Горенци (Корисос).

## История

### В Османската империя
По време на Кримската война (1853 – 1856) в района върлуват разбойническите чети на Али Зот и Коста Рели, които нападат Бобища. Четите са унищожени след края на войната.
През XIX век Бобища е чисто българско село, което активно участва в борбата на българското население в Костурско за българско образование и църква:
| „ | Не исказанно се израдвахме като чухме за изданиіето на вѣстникъ Македонія, на коѭто само името ѝ ке е причина да разбуди много чувствителны за народность Богарскы сьрца... за това бьрзаме да ви пишеме кратко за състояніето и безпокойствіята от гьрцызмытѣ на тукашнытѣ Богари, и отъ слуховетѣ които се раздаватъ по свѣто за нашата чиста Богарска Костурска околія. Като ны се давае много важны причины отъ безисторическытѣ и безосновнытѣ зборове на нѣкои интересаты и погьрчены людиніе най повике даскалчета, шчо кажве, оти нашата епархіа дека има синка грьцкы владика, грьцкы училишча и гьрцко по цьрквитѣ пѣеніе, а не по майкиный ни сладокъ Богарски языкъ, да оти тука заключве малоумнытѣ и не опитнытѣ оти е била и требе да быде гьрска, и за това требало да не се извьрли гьрскіо языкъ отъ нашитѣ места, ама да се уварди и да се раширя ошче повике за да не се донеси и введи майкиный ни говоримый и местни Богарский языкъ. | “ |

Жителите на Бобища изпращат поздравителна телеграма на Антим I по повод избирането му за екзарх и заявяват, че още на 14 септември 1871 година са се отказали от Патриаршията. Поздравителната телеграма е публикувана във вестник „Македония“ на 13 юни 1872 година:
| „ | С настоящето ни грядиме да Ви сърадвами за въскачванието Ви на булгарский сега потъпчен Патриаршески престол и да Ви кажими оти нашата радост е голема и неописана, зачтото Бог ни помилва и ни пущи овчар, за да ни паси и да ни брани от вълци. Ваше Блаженство! Нашето село, като не знаеше съдбата си, си реши само вопросо, като се основаваше на десетио член на царскио висок ферман, оти и едно место (село) има право да ся съедини с коя църква сака и явно се отказва от даждието на Фенер и името на фенерскио владика се отхвърли от църковната ни служба още през миналата година на 14-ий септемврия и като се съединяваме со другите си братя бугаре, припознавами от денес онака за църковно началство Буг(арската) во Цариград Ексархия, за което известихме и до вестник Македония. | “ |

Александър Синве („Les Grecs de l’Empire Ottoman. Etude Statistique et Ethnographique“), който се основава на гръцки данни, в 1878 година пише, че в Бомбища (Bombista) живеят 600 гърци. Според „Етнография на вилаетите Адрианопол, Монастир и Салоника“, издадена в Константинопол в 1878 година и отразяваща статистиката на населението от 1873 година, в Бобища (Bobishta) има 60 домакинства със 190 жители българи. В селото е отворено българско училище, в което в 1873 – 1874 година Златко Каратанасов, в 1876 – 1877 година – Петър Орлов, в 1877 – 1878 г. отново Каратанасов, заместен от Георги Попнаумов, загорицки свещеник, учил в Загоричани и Костур. Гръцкият владика Иларион Костурски пристига в Бобища, за да се опита лично да закрие българското училище.
В 1882 – 1883 година кметът Никола Бояджиев, епитропът Атанас Митрев Розов свещеник Константин Шаханов започват изграждането на църквата „Свети Николай“.
В 1889 година Стефан Веркович („Топографическо-этнографическій очеркъ Македоніи“) пише за Бобища:
| „ | На час и половина северно [от Куманичево], по склоновете на Мирихската планина се извива пътят от Костур за Солун и Воден, минаващ през Клисура. Тук се намира село Бобища с 46 български къщи, плащащи 6200 пиастри данък. В селото има една църква и едно училище с 10 – 15 ученици, които се обучават от свещеника. | “ |

Атанас Шопов посещава Бобища и в 1893 година пише:
| „ | От Клисура ний слязохме в българското село Бобища... В Бобища се отправихме право в училището, което е ново и доста сгодно... Бобища въобще прави добро впечатление; и двоицата селски свещеници поп Константин и поп Никола са хора с чувства и родолюбие. | “ |

Според статистиката на Васил Кънчов („Македония. Етнография и статистика“) в 1900 в Бобища живеят 684 жители българи.
На Етнографската карта на Битолския вилает на Картографския институт в София от 1901 година Бобища е чисто българско село в Костурската каза на Корчанския санджак със 115 къщи.
От 1890 до 1893 година в Бобища е учител Златко Каратанасов и заедно с новия свещеник Никола Маркулов уговарят преминаването на цялото село под Екзархията.
Сега, г-не, да не ни пищешь както ни знаеше отъ години. Станахме сиромаси. Всичко имахме, а нищо не ни остана. Нашето село запустѣ. Въ него никой не живѣе сега. Вие ще го видите, ако заминете по шосето. Всички селяни се прибрахме тукъ въ Клисура. Мѫчно се живѣе въ чуждо село, а особено между власи: нѣмаме нищо общо съ тѣхъ, нищо не ни свързва. Нъ какво да се прави? Срѣдства нѣмаме, за да си наравимъ колиби, па и ако нѣкой има, не смѣе да се засели. Всѣки день солдати слизатъ на долу, и никой не е сигуренъ за живота си. Отъ день на день очакваме да се тури нѣкакъвъ край на това положение... Нашето село, г-не, даде въ районната чета 33-ма четници. То не бѣше толкова на око отъ турцитѣ, та не вѣрвахме, че ще го изгорятъ. Най-сетнѣ дойде 14 августъ. Къмъ 10 часътъ слѣдъ пладне четитѣ отстѫпиха отъ Върбица. Силни топовни и пушечни залпове въ планината отъ една страна, отстѫпването на четитѣ отъ друга — всѣха неописванъ страхъ въ населението. Всички хукнахме да бѣгаме въ Клисура, за да спасимъ живота си. Никой нищо не взехме съ себе си. Кѫщитѣ си напуснахме, като оставихме и жива стока, и покъѫщнина, и дрехи, и всичко. На другия день, прѣди селото ни да бъде подпалено, нашиятъ съселянинъ Н. и азъ се прѣдставихме на Етхемъ бея и го молихме да пощади селото ни. Нъ той ни изпѫди, като ни каза, че всички сме били комити и че ако и още му главоболимъ, той щѣлъ да заповѣда да ни застрѣлятъ. Тоя сѫщия день, Успение Богородично, редовна войска отъ населичкия табуръ, придружена отъ редпфи и плявета, слѣзе отъ Клисура и подпали селото ни. Сѫщеврѣменно отъ селата Личища, Маврово, Горенци пристигна и башибозукъ, които грабѣше и палѣше. При това, прѣди да тръгнатъ войскитѣ отъ Клисура, командантътъ издаде обща заповѣдь; всѣко лице отъ мѫжкия полъ отъ 10 години на горѣ, което срѣщнатъ по вънъ, да го убиватъ. Около 25 души наши съселяни вмѣсто да дойдатъ съ. насъ въ Клисура, бѣха се изпокрили по кукурузитѣ и тамъ останаха да прѣнощуватъ. Войскитѣ срѣщнаха 13 души отъ тѣхъ, между които и три жени, и ги убиха като ги пронизаха съ куршуми и измушкаха слѣдъ това съ щиковетѣ си. Слѣдъ 3—4 дни... въ Клисура пристигна и гръцкия владика отъ Костуръ, Германъ Каравангели. Заповѣдь се даде, всички селяни отъ изгоренитѣ села, забѣгнали въ Клисура, да се събератъ въ черквата св. Никола. Тукъ дойдоха Етхемь бей и владиката Каравангели. Командантинътъ силно разгнѣвенъ взе да се разхожда въ черквата между населението... Етхемъ паша се намираше между живи трупове. Мъртвитѣ трупове се търкаляха по изгоренитѣ села и по планинитѣ и даваха богата храна на кучетата и хищнитѣ звѣрове. Пашата крачеше и викаше: „Всички ще бѫдете изклани, защото всички сте комити!“ Пашата говори много, заплашва ни... Най-сетнѣ Етхемъ бей прибави: „Нъ има едно срѣдство да се отървете. То е ако вие речете, че ставате гърци и всичкитѣ цѣлунете рѫка на деспотъ ефенди.“ Тогава всички живи трупове... се спуснаха по посока къмъ гръцкия владика. Нъ той ги спрѣ, като покани най-напрѣдъ свещеницитѣ. Нареди ги прѣдъ царскитѣ врата на черквата и ги накара да легнатъ. Владиката взе да гази всѣки трупъ отдѣлно, като заповѣдваше да излѣзе злия духъ отъ него. Слѣдъ това всички цѣлунаха му р&ка, а неговитѣ хора прѣдставиха на селянитѣ отъ всѣко село да подпишатъ по едно заявление на турски езикъ, чрѣзъ което се явяваше на властьта, че за напрѣдъ селото, като се отметнува отъ Бълг. екзархия, ще припознава Гръцката патриаршия. Тогава гръцкиятъ владика заповѣда да ни се раздаде по половинъ ока хлѣбъ всѣкиму. Ала пакъ ни бѣше забранено да излизаме отъ кѫщи и това запрѣщение се продължи почти цѣлъ мѣсецъ, докато ограбенитѣ ни вещи и добитъкъ се разпродадоха отъ солдатитѣ.
По време на Илинденско-Преображенското въстание селото е на няколко пъти ограбвано и опожарявано от аскер и башибозук. Според сведение на ръководителите на въстанието в Костурско, включващо Васил Чекаларов, Лазар Поптрайков, Пандо Кляшев, Манол Розов и Михаил Розов, изпратено до всички чуждестранни консулства в Битоля на 30 август 1903 в Бобища са изгорени всички 150 къщи. Убити са селяните Дине Качаров, Дине Джинар, Митко Янков, Иван Сарков, Мите Христов, Кузман Митрев, Мите Дзиля, Ване Джаклев, Тасе Димитров, Кузо Христо, Тана Лякова, Тана Стефова и Катерина Яловчева. От Бобища 33 души участват във въстанието, от които загиват Манол Розов, Андрей Сидов, Насе Орлов и Кузо Розов. Жителите на изгореното село намират убежище в Клисура. През ноември 1903 година те са посетени от българския владика Григорий Пелагонийски, който раздава помощи на пострадалото население, а на двамата свещеници дава и парични помощи. Придружаващият митрополит Григорий Наум Темчев описва селото така:
| „ | Високи бѣли отъ вънъ стѣни, а отъ вѫтрѣ грозно почернѣли, на мѣста на половина или съвсѣмъ срутени кѫщи. Наоколо запустѣли нивя и лозя, необработени градини. Никакъвъ шумъ, никакъвъ гласъ или другъ бѣлѣгъ отъ живота. Гробна тишина... Край селския моста бѣха селскитѣ воденици, изгорени и камънетѣ изпочупени. Черковната камбана взе да бие... Едничкото останало здраво здание бѣ черквата въ селото. И камбанарията до нея съ камбаната оцѣлѣли, та признателнитѣ селяни изпратили отъ Клисура селския полякъ да бие камбаната, когато българския владика минава прѣзъ селото имъ. Излѣзнахме отъ селото. Друга една черква край него бѣше сащо здрава. Селскиятъ бекчия ни стигна и взе да ни разправя, че наистина черквитѣ не били изгорени, нъ въ тѣхъ нищо здраво, не останало. Всички кѫщи били 112, а заедно съ хубавато имъ училищно здание 114. | “ |

В началото на XX век цялото село е под върховенството на Българската екзархия и не се отказва от нея чак до Балканската война. По данни на секретаря на екзархията Димитър Мишев („La Macédoine et sa Population Chrétienne“) в 1905 година в Бобища има 840 българи екзархисти. В селото функционира българско училище. Според гръцки данни селото с 50-те си семейства също е напълно екзархийско още преди 1903 година. Според Георги Константинов Бистрицки Бобища преди Балканската война има 125 български къщи.
Според Христо Силянов в 1906 година селото пострадва от гръцки андартски нападения. Такова нападение е било извършено и на 17 февруари 1905 година, при което са дадени човешки жертви.
При избухването на Балканската война в 1912 година деветнадесет души от Бобища са доброволци в Македоно-одринското опълчение.
На етническата карта на Костурското братство в София от 1940 година, към 1912 година Бобища е обозначено като българско селище.

### В Гърция
През войната в селото влизат гръцки части и в 1913 година вследствие на Междусъюзническата война Бобища попада в Гърция.
Селяните се занимават със земеделие и скотовъдство. Боривое Милоевич пише в 1921 година („Южна Македония“), че Бобище (Бобиште) има 40 къщи славяни християни.
В 1926 година е прекръстено на Верга, в превод пръчка.
След 1919 година 56 жители на Бобища емигрират в България по официален път. Общо от Илинденското въстание в 1903 до 1924 година 55 семейства от селото се изселват в България, а десетина в Цариград и на други места.
В 1932 година в селото има 30 българофонски семейства всички с „изявено българско съзание“. В 1945 година в селото има 440 българофони всички с „негръцко национално съзнание“.
Селото пострадва силно по време на Гръцката гражданска война, по време на която селото дава десетина убити, а 50 души се изселват в Югославия и социалистическите страни. 33 деца от Бобища са изведени от селото от комунистическите части като деца бежанци.
| Година    | 1913 | 1920 | 1928 | 1940 | 1951 | 1961 | 1971 | 1981 | 1991 | 2001 | 2011 | 2021 |
| --------- | ---- | ---- | ---- | ---- | ---- | ---- | ---- | ---- | ---- | ---- | ---- | ---- |
| Население | 243  | 141  | 155  | 198  | 131  | 157  | 142  | 159  | 147  | 100  | 97   | 73   |

## Личности
В Бобища са родени редица видни български дейци, сред които най-известни са българските просветни дейци Златко Каратанасов (1860 - 1935) и Атанас Михайлов (1867 - 1933), българският полковник Диаманд Димитров (1890 - след 1945), българският политик, кмет на Търговище Димитър Попзлатанов (1897 - ?), българските революционери Михаил Розов (1835 - 1974), Манол Розов (1878 - 1903), Цвета Божова (1873 - ?), Димитър Ляпов (1870 - 1941) и други.